# Le Temps (Zwitserse krant)
Le Temps is een Franstalig Zwitsers dagblad.
Het is het enige Franstalig algemeen dagblad dat over heel Zwitserland en tevens in Frankrijk wordt verspreid. Deze kwaliteitskrant werd opgericht op 18 maart 1998 na een fusie van de kranten Journal de Genève, de Gazette de Lausanne en Le Nouveau Quotidien. Le Temps heeft redacties gevestigd in Lausanne, Genève, Bern en Zürich. De krant wordt uitgegeven in Berlinerformaat.